# Eden Phillpotts
Eden Phillpotts, född 4 november 1862, död 29 december 1960, var en brittisk författare.
Phillpotts tillhörde representanterna för den engelska bonderomanen, the regional novel, och skildrade i en lång rad berättelser naturen och folket i sin hembygd Devonshire. Phillpotts var starkt påverkad av Thomas Hardy men de båda kan i övrigt inte jämföras. Bland hans böcker märks Lying prophets (1897), Children of the mist (1899), The river (1902), The whirlwind (1907), Widecombe fair (1913) och Broom squires (1932).